# ريد لوبستر
ريد لوبستر للضيافة أل أل سي هي سلسلة مطاعم أمريكية غير رسمية يقع مقرها الرئيسي في أورلاندو بولاية فلوريدا. تعمل الشركة في معظم أنحاء الولايات المتحدة ، وكذلك في الصين والإكوادور وغوام وهونغ كونغ واليابان وماليزيا والمكسيك والفلبين وبورتوريكو وقطر والإمارات العربية المتحدة ومصر؛ اعتبارًا من 23 يونيو 2020 ، كان للشركة 719 موقعًا حول العالم.   شركة جولدن جيت كابيتال هي الشركة الأم لشركة ريد لوبستر منذ أن تم الاستحواذ عليها من مطاعم داردين في 28 يوليو 2014. 
في 6 أغسطس 2014 ، أعلنت شركة ريد لوبستر عن موقعها الرئيسي الجديد في سي إن أل سنتر سيتي كومونز في أورلاندو.  في 6 مارس 2015 ، افتتح ريد لوبستر رسميًا مركز دعم المطاعم. 

## وصلات خارجية
- موقع سلسلة مطاعم ريد لوبستر